# Pedratsches

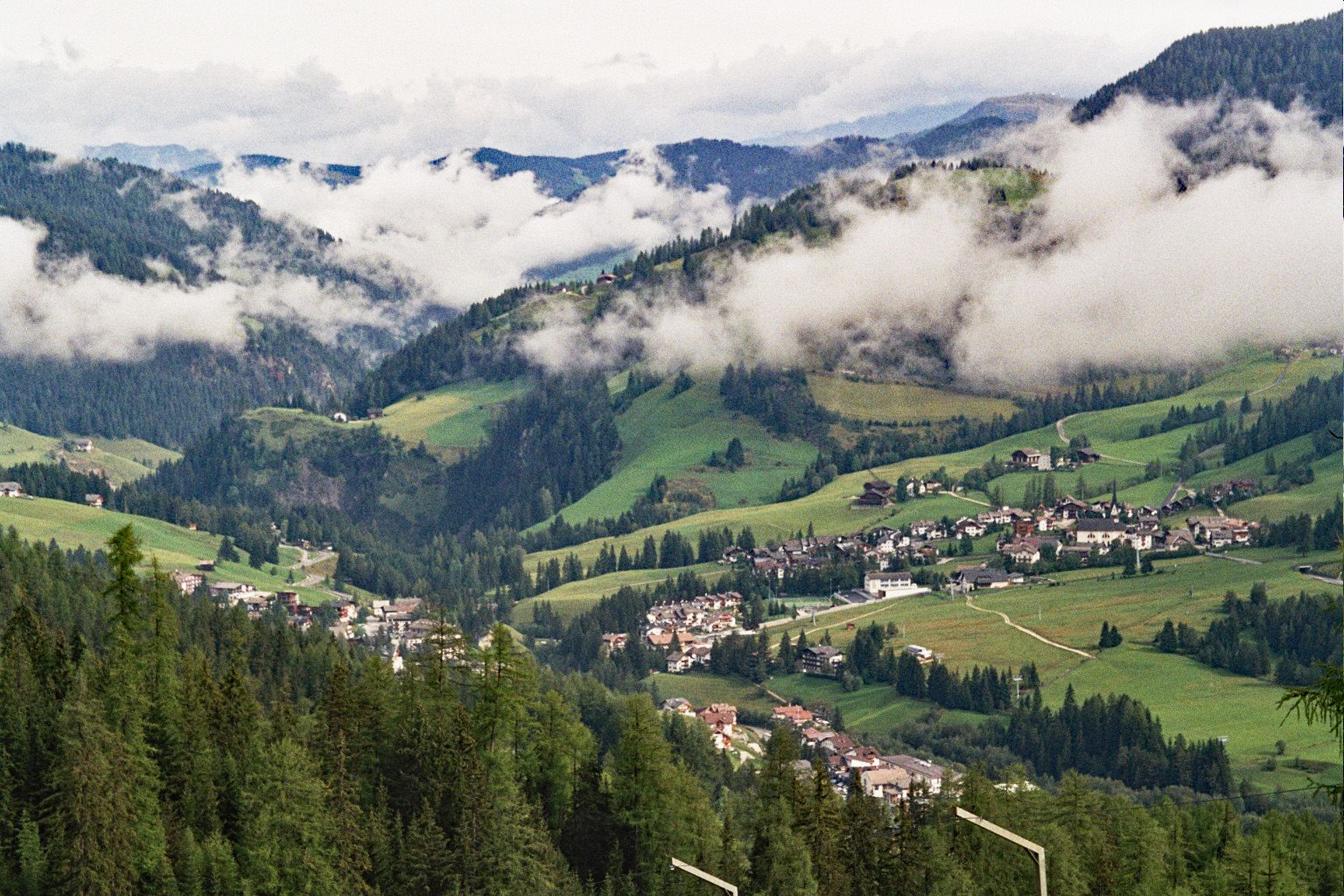
Pedratsches (links) und St. Leonhard (rechts)

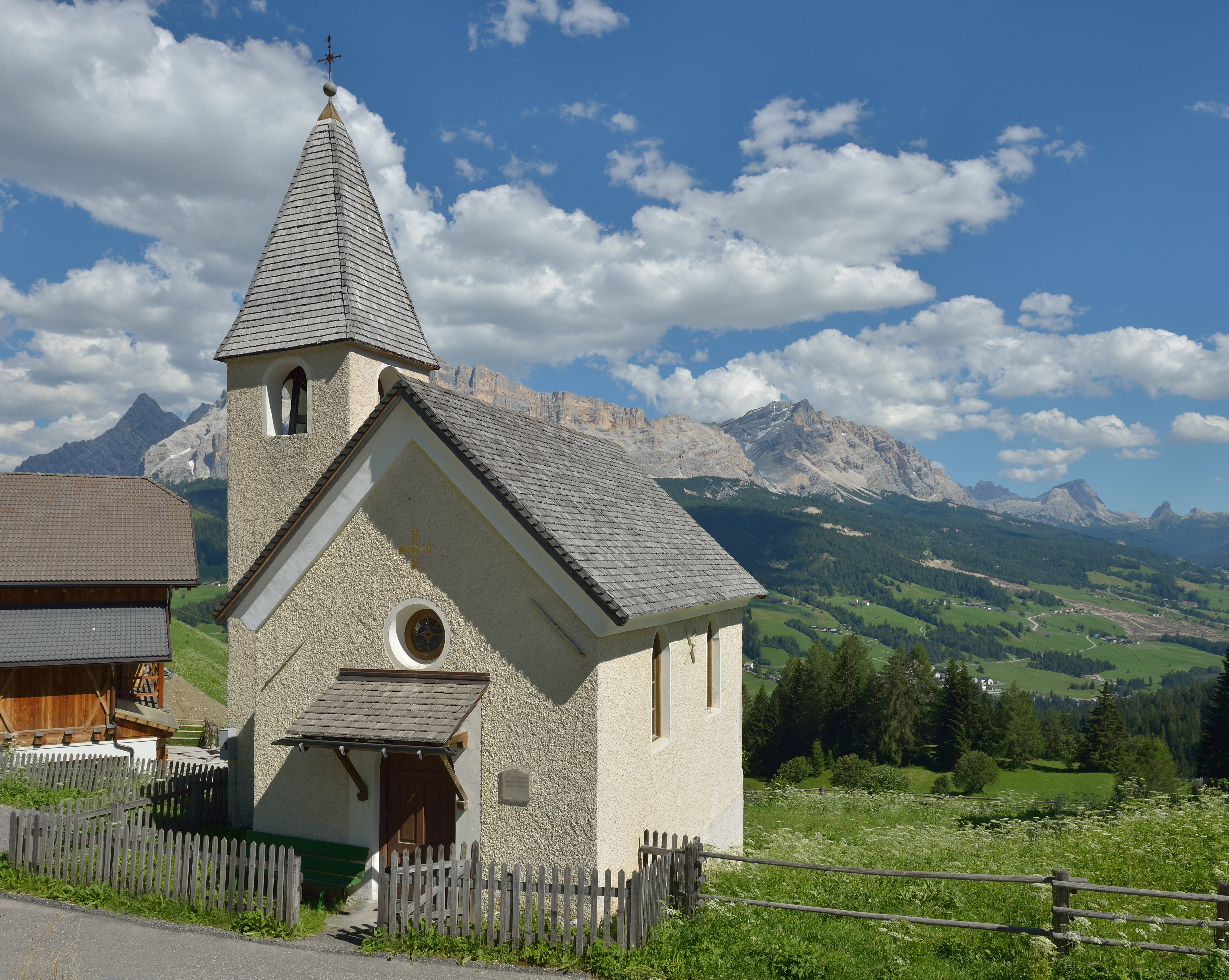
Kapelle in Pedratsches

Pedratsches (ladinisch und italienisch Pedraces) ist ein Ortsteil der Gemeinde Abtei im Gadertal in Südtirol bzw. Ladinien. Das Dorf liegt an der SS 244 auf der orographisch linken, westlichen Seite der Gader auf circa 1315 Meter Höhe, gegenüber von St. Leonhard.
Der Name geht auf eine vulgärlateinische Variante von petraceum zurück (‚felsige Gegend‘).
Sehenswert sind die historischen Bauernhäuser, die malerisch in die Wiesen und Hänge der Ortschaft gebettet sind. Die Ortschaft ist Teil der Ferienregion Alta Badia.
Oberhalb von Pedratsches, unter den Gipfeln der Puezgruppe, liegt auf 1460 Meter Höhe der Sompunt-See.